# Dobsonova jednotka

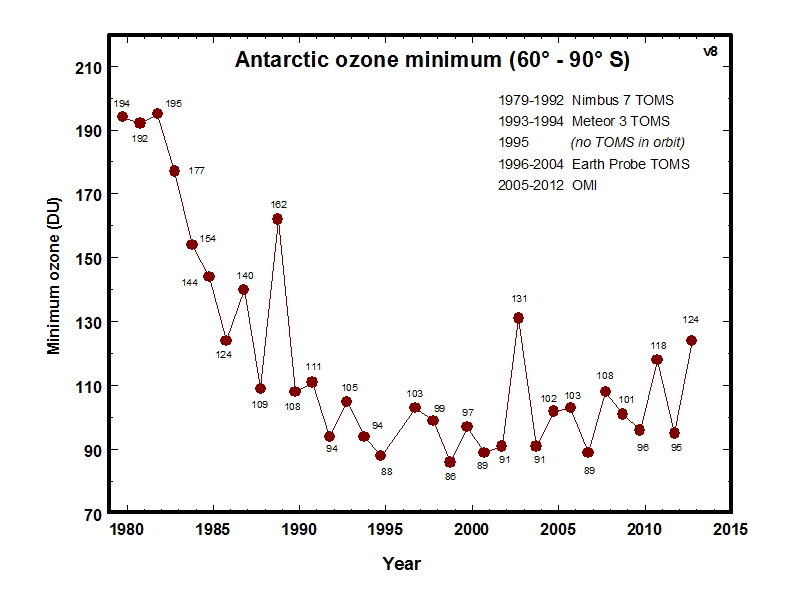
Graf úbytku ozónu v atmosféře Antarktidy za období 1980–2012.

Dobsonova jednotka (anglicky Dobson Unit, zkratka DU, někdy též D.U.) je v současnosti standardní způsob vyjádření množství ozonu ve vertikálním sloupci atmosféry Země. Jedna jednotka je 2,69×1020 ozonových molekul na čtvereční metr. Jedna Dobsonova jednotka představuje vrstvu ozonu, která by za standardních podmínek byla vysoká 10 μm. Tato míra byla již známa roku 1920 před měřeními Dobsona. Nejedná se o jednotku soustavy SI a přízemní ozón se měří v koncentracích. Ještě v 60. letech 20. století bylo množství standardně udáváno pomocí SI jednotek hustoty.
Dlouhodobý průměr množství ozonu nad Českou republikou je zhruba 400 DU, tj. pouze 4 mm. Světový průměr je 350 DU (3,5 mm) a na Antarktidě byl pozorován i pokles pod 90 DU.
Jednotka byla pojmenována po Gordonovi Dobsonovi, britském meteorologovi a fyzikovi, který se podílel na měření síly ozonové vrstvy z povrchu Země.